# Јелена Косара
Јелена Косара (Београд, 12. јул 2001) српска је телевизијска и позоришна глумица. Њена прва улога је у телевизијској серији Синђелићи, где тумачи улогу Терезе.

## Биографија
Рођена у Београду, где је и одрасла, завршила основну и средњу школу. Са седам година је постала члан школе глуме Ненада Ненадовића, код кога је била све до краја средње школе. Од 2013. глумила је у ТВ серији Синђелићи у којој је играла једну од две ћерке популарне српске породице.
Поред телевизије, опробала се и у синхронизацији и 2018. је позајмила свој глас јунакињи цртаћа Мисија Катманду: Авантуре Нели и Сајмона, где тумачи лик Нели, у сарадњи са кућом Моби (студио).

## Филмографија
| Год.   | Назив        | Улога            |
| ------ | ------------ | ---------------- |
| 2010-е |              |                  |
| 2013—  | Синђелићи    | Тереза Стоименов |
| 2017.  | Као на филму | Нинина сестра    |
| 2020-е |              |                  |
| 2021.  | Коло среће   | Биљана           |
| 2023.  | Slotherhouse | Ешли             |